# Ozren Nedoklan
Ozren Nedoklan (Spalato, 2 ottobre 1922 – Spalato, 2 settembre 2004) è stato un calciatore e allenatore di calcio jugoslavo, di ruolo attaccante.

## Carriera

### Allenatore
È stato nominato allenatore dell'Hajduk Spalato nel luglio 1964 succedendo il posto a Krešimir Arapović.